# 샤위퉁
샤위퉁(언어 오류(tay): Ciwas Adai 지와스 아다이; 중국어: 夏宇童, 병음: Xià Yûtóng, 한자음: 하우동, 영어:  Ariel, 1988년 8월 19일 ~ )은 중화민국 타오위안 출신의 가수 및 배우다. 